# Жизнепригодность системы красного карлика
Определение жизнепригодности системы красного карлика помогает в поиске внеземной жизни, так как красные карлики составляют большинство звёзд Галактики. В то время как относительно малое количество излучаемой энергии, небольшой размер и близость к звезде обитаемой зоны, и следовательно высокая вероятность попадания планеты в приливный захват даже в обитаемой зоне, и высокая изменчивость звезды являются значительными препятствиями для возникновения и поддержания жизни, однако распространённость и долговечность красных карликов являются положительными факторами.
Возникновение и поддержание жизни в системах коричневых карликов, которые, возможно, ещё более многочисленны, считается маловероятным, поскольку срок пребывания их планет в зоне обитаемости сильно ограничен.

## Характеристики красных карликов
Красные карлики — самые маленькие, наиболее холодные и распространённые звёзды. Оценка их численности варьирует в диапазоне от 70 % до 90 % от общего числа звёзд в галактике. Красные карлики имеют спектральный класс M или поздний K. Из-за малой светимости ни один из красных карликов не виден с Земли невооружённым глазом. Даже ближайший красный карлик Проксима Центавра (самая близкая к Солнцу компонента системы Альфы Центавра) и ближайший одиночный красный карлик — звезда Барнарда — имеют видимую звёздную величину 11,09 и 9,53 соответственно. При этом, невооружённым глазом можно наблюдать звезду со звёздной величиной до 7,72.

## Исследование
Хотя жизнь вне Земли пока не найдена, многие исследователи выдвигают гипотезы, что в условиях, схожих с земными, жизнь будет развиваться аналогично земной в соответствии с логикой конвергентной эволюции. Поскольку на Земле одноклеточные организмы-фотосинтетики существуют несколько миллиардов лет и являются прародителями более сложных многоклеточных организмов, логично ожидать, что на планете, находящейся в пределах зоны обитаемости и имеющей значительные запасы воды на поверхности, эволюция будет протекать аналогично земной. Если же условия на поверхности планеты радикально отличаются от земных, то существование жизни на такой планете может быть затруднено или же вовсе невозможно. Гипотетические варианты развития организмов рассматриваются в рамках альтернативной биохимии. (Зона обитаемости для жизни на основе иной чем на Земле биохимии может отличаться от таковой для жизни земного типа.) Примером может являться Титан, крупнейший спутник Сатурна, на котором теоретически возможно существование жизни. Например, планеты, на которых возможна жизнь подобная земной, должны иметь твердую поверхность (в отличие от газовых планет), жидкую воду (см: Внеземная вода) и достаточно плотную атмосферу для предотвращения испарения воды и «выдувания» её солнечным ветром в космос.

### Излучение света и приливные силы
В течение многих лет астрономы исключали системы красных карликов из списка потенциальных мест, в которых возможно существование жизни. Небольшие размеры красного карлика (0,1—0,6 M☉) означают, что их ядерные реакции протекают очень медленно и они испускают мало света (0,01—3 % солнечного света). Для того, чтобы достичь температуры поверхности, как на Земле, орбита планеты в системе красного карлика должна быть расположена очень близко к своему солнцу. К примеру, для звезды AX Микроскопа орбита должна быть 0,3 а. е. (внутри орбиты Меркурия), а для Проксимы Центавра орбита будет всего лишь 0,032 а. е. (год на планете длился бы всего 6,3 дня).
Планеты, находящиеся близко к красным карликам и получающие достаточно тепла для поддержания воды в жидком виде, вероятно, уже находятся в приливном захвате у своих солнц, — планета совершает только один оборот вокруг своей оси при завершении витка вокруг своего солнца-красного карлика (из-за того, что соотношение массы и светимости красного карлика относительно Солнца очень различны). Это означает, что одна часть планеты всегда обращена к солнцу — красному карлику, в то время как на другой части планеты царит вечная ночь. Подобную ситуацию можно наблюдать в системе Земля — Луна, где Луна повёрнута к Земле всегда одной стороной. Жизнь на такой планете может быть ограничена терминатором.
Если же планета-гигант на низкой орбите (существование таких планет было подтверждено астрономами в последние годы) имеет достаточно массивный спутник, чтобы тот мог удерживать собственную атмосферу, то он может быть захвачен приливными силами планеты, а не местного солнца, и поэтому такой спутник планеты-гиганта скорее всего будет иметь цикл смены дня и ночи, тем самым повышая шансы на свою обитаемость. Приливные силы между этими двумя телами будут также поддерживать центры планеты и её спутника в жидком состоянии, тем самым вырабатывая достаточно сильные магнитные поля, чтобы защитить планету и её спутник от вспышек на местном солнце.
Планета, захваченная приливными силами, нуждается в достаточно толстой атмосфере, чтобы передать часть тепла с освещённой стороны на ночную. Это препятствовало бы падению температуры атмосферы ночной стороны ниже точки росы и снижению атмосферного давления, которое в свою очередь может повлечь перемещение воздушных масс на ночную часть, пока вся атмосфера не замёрзнет на ночной стороне. Длительное время предполагалось, что такая плотная атмосфера препятствовала бы фотосинтезу растений на дневной стороне. Однако более поздние исследования предполагают иное. В 2010 году были проведены исследования, согласно которым планеты, подобные Земле и обращённые к звезде одной стороной, будут иметь температуру на ночной стороне выше −33 °C. Исследования Роберта Хэберли и Маноя Джоши из исследовательского центра Ames (НАСА) в Калифорнии, показали, что атмосфера планеты (предполагая, что она содержит газы CO2 и H2O) может составлять лишь 100 миллибар или 10 % от атмосферы Земли, для того, чтобы тепло эффективно переносилось на ночную сторону. Это находится в пределах, необходимых для фотосинтеза растений на дневной стороне, хотя некоторые из их моделей предполагают воду в замёрзшем состоянии на тёмной стороне. Мартин Хит из колледжа в Гринвиче показал, что морская вода также может эффективно циркулировать без замерзания в случае, если океанические бассейны являются достаточно глубокими для обеспечения беспрепятственного течения под ледяной шапкой ночной стороны. Геотермальное тепло также может помочь сохранить глубокие слои океана в жидком состоянии. Дальнейшие исследования, в том числе, изучение количества активной радиации, предположили, что планеты, захваченные приливными силами красного карлика, по меньшей мере могут быть пригодны для жизни высших растений.
Исследование 2019 года показало, что УФ-излучение не снижает жизнепригодность экзопланет в системах красных карликов: согласно расчётам, уровень УФ-излучения для планет в зоне обитаемости даже меньше того, что Земля получала в начале архея (4,0-3,9 млрд лет назад), когда на ней уже зародилась жизнь.

### Фотосинтез
На Земле хлорофилл присутствует во всех фотосинтезирующих организмах — высших растениях, водорослях, сине-зелёных водорослях (цианобактериях), фотоавтотрофных простейших (протистах) и бактериях. Существует несколько хлорофиллов, использующих свет разного спектра. У высших растений это как правило хлорофиллы а и б. Хотя максимум непрерывного спектра солнечного излучения расположен в «зелёной» области 550 нм (где находится и максимум чувствительности человеческого глаза), в этих растениях поглощается хлорофиллом преимущественно синий, частично — красный свет из солнечного спектра (чем и обусловливается зелёный цвет отражённого света).
Растения могут использовать и свет с теми длинами волн, которые слабо поглощаются хлорофиллом. Энергию фотонов при этом улавливают другие фотосинтетические пигменты, которые затем передают энергию хлорофиллу. Этим объясняется разнообразие окраски растений (и других фотосинтезирующих организмов) и её зависимость от спектрального состава падающего света. В условиях плохой освещённости растения повышают соотношение хлорофилл b/хлорофилл a, синтезируя больше молекул первого, чем второго, и, таким образом, увеличивают производительность фотосинтеза. Так как для фотосинтеза хлорофиллами a и b необходимы фотоны в диапазоне от 400 до 700 нм, то жёлтый свет красного карлика, находясь в диапазоне около 600 нм, вполне пригоден для фотосинтеза. На Земле высокая интенсивность освещения не всегда способствует нормальному развитию растений. При недостатке воды в почве и влаги в атмосфере растениям легче существовать в затенённых местообитаниях, нежели на открытом солнце. Теневыносливые и тенелюбивые растения (сциофиты) способны поглощать свет из крайней красной зоны спектра (с длиной волны 730 нм). Однако меньшая освещённость означает, что растениям доступно меньшее количество энергии. Подобно тому, как в солнечной и сухой окружающей среде ограничительным фактором в росте и выживании растений является дефицит влаги, — в тенистых местообитаниях ограничительным фактором обычно является недостаток солнечного света. Внешний облик теневыносливых растений отличается от светолюбивых. Теневыносливые растения обычно обладают более широкими, более тонкими и мягкими листьями, чтобы улавливать больше рассеянного солнечного света. По форме они, как правило, плоские и гладкие. Тогда как у гелиофитов часто встречается складчатость, бугорчатость листьев. Характерно горизонтальное расположение листвы (у гелиофитов напротив листья нередко расположены под углом к свету) и листовая мозаика (мозаичное расположение листьев способствует лучшему улавливанию рассеянного света). Лесные травы обычно вытянуты, высоки, имеют удлинённый стебель. Клетки мезофилла равномерно распределены, с большими межклетниками. Хлоропласты — большие и тёмные. Концентрация хлорофилла в одном хлоропласте может быть в 5-10 раз больше, чем в гелиофитах. По сравнению с гелиофитами, в сциофитах тилакоиды в гранах расположены более компактно. Лист содержит около 4-6 мг (иногда даже 7-8 мг) хлорофилла в 1 г, содержание хлорофилла в затенении увеличивается «в интересах фотосинтеза», но направлено не столько на усиление собственно фотосинтеза, сколько на увеличение поглощения света листом. Среди многоклеточных водорослей хорошим примером адаптации к затемнению являются красные водоросли. Хотя основным пигментом хлоропластов является хлорофилл, у красных водорослей в значительном количестве имеются каротиноиды и фикобилины в фикобилисомах. Благодаря такому набору пигментов красные водоросли могут поглощать свет почти всей видимой части спектра. Как правило, у красных водорослей обитающих в солёной воде хлорофилл маскируется фикобилинами (красного и синего цвета) и каротиноидами (оранжево-жёлтые).
Одним из наиболее теневыносливых организмов, выделяющих кислород, является недавно обнаруженный штамм цианобактерий leptolyngbya JSC-1, который способен выживать в горячих источниках, используя тёмно-красный свет ближнего ИК диапазона (от 700 до 800 нм). Учёные обнаружили, что этот организм использует необычный генетический механизм, с помощью которого он, попав в затемнённые условия обитания, полностью перестраивает свои фотосинтетические органеллы.
Даже более тусклые холодные звезды в принципе пригодны для существования фотосинтетиков: предполагается, что в естественной среде фотосинтезирующие бактерии могут использовать не только свет Солнца, но и другие источники света, а потому могут находиться в местах, не подвергающихся солнечному облучению.
Организмы, не производящие кислород, способны использовать и ИК излучение, и более длинного спектра. В 2005 году Томас Битти из университета Британской Колумбии и Роберт Блейкеншип из университета Аризоны в глубоководных пробах, взятых в окрестностях глубоководного термального источника у побережья Коста-Рики, обнаружили серобактерию GSB1, сходную с серобактериями родов Chlorobium и Prosthecochloris, содержащую бактериохлорофилл. Они предположили, что вероятность контаминации образца невелика и, следовательно, GSB1 использует для фотосинтеза не солнечный свет (который не проникает сквозь 2,4-километровую толщу моря), а тусклый длинноволновый (~750 нм) свет, испускаемый гидротермальными источниками. Фотосинтез на таких планетаx, несомненно, будет осложнён тем фактом, что красный карлик производит бо́льшую часть своего излучения в инфракрасном диапазоне, а на Земле процесс зависит от видимого света. Однако хлорофиллы d и недавно открытый f, которые присутствуют у некоторых цианобактерий, способны использовать свет в около-ИК диапазоне или даже ИК свет. Фотосинтез на планете красного карлика потребовал бы дополнительных фотонов для достижения потенциалов возбуждения, сравнимых с теми, которые необходимы для передачи электронов в процессе фотосинтеза на Земле. Это связано с низким средним уровнем энергии фотонов коротковолновой части (ближнего) ИК-диапазона по сравнению с фотонами видимого света. После адаптации к более широкому спектру для получения максимального количества энергии (возможно за счёт использования хлорофиллов аналогичных d и f) листва на обитаемой планете около красного карлика, возможно, будет необычного цвета, возможно, даже чёрного, если рассматривать её в видимом свете.
При определении планеты красного карлика в качестве потенциально пригодной для жизни, размер и яркость звезды не являются единственными факторами. Если планета находится в приливном захвате, то на дневной стороне, вследствие того, что местное солнце не всходит и не заходит, районы в тени гор будут оставаться в тени всегда.
Исследование 2021 года экспериментально показало, что цианобактерии, умеющие синтезировать Хлорофилл d и Хлорофилл f, способны расти в условиях имитирующих спектр излучения красного карлика.

### Погодные условия и обитаемость
В связи с разностью нагрева, на захваченной приливными силами планете будут сильные ветры в направлении ночной стороны с постоянными проливными дождями. Все это делает жизнь на планете маловероятной. Но учёные, работавшие над документальным фильмом «Аурелия и Голубая луна», думают иначе. Растения могли бы приспособиться к сильным ветрам, например, закрепляясь надёжно в почве и отращивая длинные гибкие побеги, которые не ломаются под сильным ветром (в фантастическом рассказе Роберта Шекли «Поднимается ветер» лианы на планете Карелл, где постоянно дуют ураганные ветры, по прочности превосходят стальные тросы). Как и на Земле, ветер также может повреждать растения из-за дефляции песком и другими твёрдыми частицами. Из-за одновременного повреждения большого числа клеток на поверхности растение теряет много влаги, что особенно важно во время засушливого сезона. Растения, однако, способны частично приспосабливаться к абразии посредством увеличения роста корней и подавления роста верхних частей.
В тусклом красном свете солнца-красного карлика растения, вероятно, будут менее продуктивными, поэтому следует ожидать меньше кислорода в атмосфере планеты, следовательно животные будут ограничены в размерах. Животные, скорее всего, будут полагаться на инфракрасное зрение (инфракрасным зрением обладают, например, обитатели планеты Дис в повести Андре Нортона «Ночь масок»), поскольку передача сигналов посредством звука или запаха будет затруднена из-за шума шторма, постоянно бушующего на планете. Подводная жизнь, однако, будет защищена от ветров и вспышек на местном солнце, поэтому обширные массы чёрного планктона и водорослей могут поддерживать морскую жизнь.
Ещё одной проблемой на планетах в системах красных карликов может быть накопление воды в виде ледников на ночной стороне планеты и выкипание или выпаривание океанов на дневной стороне. Фактором может быть ландшафт неосвещённой части планеты. Толщина ледового покрова в Арктике и Антарктиде различается в сотни раз, потому что лёд в виде ледника движется гораздо медленнее, чем в виде айсбергов и ледовых полей. Поэтому вполне возможно, что акватория океанов на освещённой части планеты может колебаться в зависимости от местонахождения континентов на планете. Конечно, это может и не создать серьёзные проблемы для океанов, и обледенение ночной стороны может достигнуть предела, ограниченного гравитационным сползанием ледников в дневную сторону планеты, — в особенности, если количество воды на планете больше, чем на Земле, — то есть планета покрыта достаточно массивным слоем воды, чтобы позволить одновременно существовать океану и многокилометровому леднику, покрывающего полпланеты.
На примере Земли где средняя глубина океана составляет около 3688 метров видно, что при падении уровня океана на 2 или даже 3 км общие очертания океанов изменятся не принципиально и все океаны будут взаимосвязаны. Будут обнажены многие пики срединно-океанического хребта — самого длинного горного хребта в мире и также появляются обширные участки с новыми островами и лишь при падении уровня океана на 5 км всемирный океан перестанет существовать и будут лишь несвязанные между собой моря. Однако все же останется на удивление много подводных территорий, хотя по большей части они будут состоять из очень мелководных морей с несколькими впадинами, где глубина достигает четырёх-пяти километров.
Однако для обитаемости такая планета также не должна быть чрезмерно «мокрой», так как если это планета-океан, где все полезные ископаемые погребены под сотнями километров донного льда, не сможет обеспечивать планктон необходимыми для жизни микроэлементами (то есть фосфором), и поэтому такая планета будет по большей части океаном-пустыней. Жизнь на планете такого типа, если она существует, наверно, будет обеспечена лишь материалом, попадающим в атмосферу с метеоритами. Возможно, в системе, где отсутствуют массивные планеты вроде Юпитера, которые поглощают бо́льшую часть метеоритов и астероидов, масса космического материала, попадающего на планету, будет значительно больше, чем на Земле, и это, возможно, позволит существовать планктону, возможно, использующему более экзотические микроэлементы для формирования молекул ДНК (например мышьяк) или иных геномных молекул, и со временем могут появиться и животные, питающиеся планктоном. Однако количество метеоритов в звёздной системе ограниченно, и со временем интенсивность метеоритного дождя уменьшится, что, возможно, приведёт к вымиранию организмов на планете. Также формирование планет со значительным количеством воды вблизи звезды маловероятно по мнению некоторых учёных, так как температура на такой орбите слишком высока для этого. То есть планета должна возникнуть на более высокой орбите и затем приблизиться к звезде, если на ней вероятно существование океанов. Если же воды на планете гораздо меньше, чем на Земле, то вполне возможно полное выкипание океанов на дневной части планеты и существование жидкой воды лишь в ночной части планеты, где невозможен фотосинтез. Экстремальным примером такого явления (из числа известных астрономам планет) является суперземля CoRoT-7 b. В то время, как освещённая сторона представляет собой бурлящий океан магмы, находящийся в непрерывной конвекции, неосвещённая сторона, вероятно, находится на коре застывшей лавы и, возможно, покрыта огромным слоем обычного водяного льда. Хотя, конечно, CoRoT-7 b вращается вокруг гораздо более яркой звезды, чем красный карлик, и поэтому на более прохладной планете освещённая часть, наверное, не будет расплавлена, и возможно будет иметь население из числа экстремофилов.
Альтернативно этому сценарию на планете с достаточно высокой температурой ночная сторона может быть разогрета интенсивными ветрами с дневной стороны (подобно Венере), тем самым не позволяя сформироваться ледникам или расплавляя их на значительном расстоянии от терминатора и образовывая на неосвещённой стороне огромные болота, из которых могут истекать мощные реки наподобие Амазонки, которые будут впадать в сравнительно небольшие водоёмы (наподобие Аральского моря), вода из которых будет выкипать. В таких условиях жизнь может существовать в речных долинах и в самих реках, и животные будут использовать неосвещённую сторону терминатора для размножения аналогично земным животным с инстинктом сезонной миграции.
В таких условиях количество кислорода, произведённого фотосинтетиками, будет невысоко, что может привести к накоплению в атмосфере диоксида углерода и разогреву планеты до уровня, когда все ледники на ночной стороне растают, что в свою очередь приведёт на дневной стороне к циклическому восстановлению океанов, присутствие которых, в соответствии с современными представлениями, необходимо для функционирования механизма тектоники плит. Если же цикличность восстановления океанов недостаточно высока, то вулканизм планеты может развиваться по сценарию, аналогичному Венерианскому, где поверхность планеты не имея механизма постепенного избавления от избытков тепла, накапливаемых в её внутренних слоях в течение продолжительного времени, циклически проходит через период мощной вулканической активности, который на Венере 300—500 млн лет назад привёл к полному обновлению коры планеты или к перекрытию её верхних слоёв поступившим мантийным материалом. На Земле процесс переноса тепла от центра к поверхности реализуется посредством тектоники плит, которая в значительной степени зависит от наличия воды в зонах субдукции. Процесс переплавки поверхности планеты не только превратит планету в автоклав, тем самым стерилизуя поверхность, но и может привести к безвозвратной утрате воды, которая в газообразной форме будет подвержена диссипации.
Конечно, периоды повышенного вулканизма имели место и на Земле, приводя к массовому вымиранию организмов, что позволяет думать, что за исключением крайне неблагоприятных для жизни изменений климата, возможен вариант выживания наиболее жизнеспособных организмов, хотя бы в форме микроорганизмов-экстремофилов. Однако же повышенный вулканизм на Венере, по мнению многих учёных, также связан с её массой, недостаточность которой приводит к отсутствию тектоники плит, что на планете, находящейся на орбите тусклой звезды и поэтому покрытой ледниковым покровом, может иметь важное значение для выживания организмов, поскольку на планетах таких звёзд не исключён хемосинтез. Некоторые учёные полагают, что подобные условия в своё время существовали и на Земле, и что Земля была полностью покрыта льдом в части криогенийского и эдиакарского периодов неопротерозойской эры. Эта гипотеза была создана, чтобы объяснить отложения ледниковых осадков в тропических широтах во время криогения (850—630 млн лет назад) и, возможно, в другие геологические эпохи. Грандиозное оледенение должно было подавить растительную жизнь на Земле и, следовательно, привести к значительному снижению концентрации или даже полному исчезновению кислорода, что позволило образоваться неокислённым богатым железом породам. Скептики утверждают, что такое оледенение должно было привести к полному исчезновению жизни, чего не произошло. Сторонники гипотезы отвечают им, что жизнь могла выжить, так как оазисы анаэробной и аноксифильной жизни, питаемые энергией глубоководных гидротерм, выживали в глубине океанов и коры. Поскольку Венера покрыта сотнями тысяч активных вулканов, то количество подводных биосистем на планете такого типа может быть аналогично уровню биомассы на поверхности Земли.

### Изменчивость
Красные карлики гораздо более изменчивы и непредсказуемы, чем их более стабильные большие аналоги. Часто они бывают покрыты пятнами, которые могут уменьшать излучаемый свет на 40 % в течение нескольких месяцев. Однако на Земле жизнь приспособилась различными способами к похожим понижениям температуры во время зимы. Животные могут выжить, находясь в зимней спячке и/или погружаясь в глубокие воды, где температура должна быть более постоянна. Более серьёзная проблема в том, что океаны, возможно, замерзают в холодные периоды. При наступлении зимы альбедо планеты (которую покроет снег и лёд) увеличится, отражая больше солнечной энергии и запуская положительную обратную связь — холода спровоцируют ещё большие холода. Это может привести к условиям, аналогичным временам «Земли-снежка», и ледниковый период планеты может длиться миллионы лет.
Аргументом против развития сценария типа Земля-снежок является то факт, что красные карлики излучают большую (90 % по сравнению с 50 % на земле) часть своего света в инфракрасном диапазоне, который хорошо поглощается льдом.
В других случаях, красные карлики излучают гигантские вспышки, вследствие которых звезда может удвоить свою яркость в течение нескольких минут. По мере того, как всё больше и больше красных карликов исследовались на изменчивость, большинство из них были классифицированы в качестве вспыхивающих звёзд. Такие изменения в яркости могут быть очень губительны для жизни. Такие вспышки также могут «сдуть» значительную часть атмосферы планеты. Однако, если планета имеет магнитное поле, то это позволило бы отклонить частицы от атмосферы. И даже медленных вращений приливно захваченных планет (один поворот вокруг оси за время витка вокруг звезды) будет достаточно, чтобы генерировать магнитное поле всё время, пока на обращенной к солнцу-красному карлику стороне планеты поверхность остаётся расплавленной.
Следует учесть, что период, во время которого происходят интенсивные вспышки, длится примерно первые 1,2 миллиарда лет существования красного карлика. Если планета формируется далеко от красного карлика, что позволяет избежать захвата приливными силами, а затем мигрирует в обитаемую зону звезды по окончании «буйств» начального периода, то вполне возможно, что у жизни может быть шанс развиться. Также не исключён вариант существования планеты типа планета-океан с избыточным для развития жизни количеством воды на поверхности (то есть с дном океана, покрытым толстой коркой высокотемпературного льда) которая будет выброшена в космос в период начальной сверх-активности звезды, тем самым обеспечивая более жизнепригодные условия для эволюции на планете.
Жизнь изначально может защитить себя от радиации, оставаясь под водой до тех пор, пока звезда не пройдёт свой ранний период с мощными вспышками, если предположить, что планета может сохранить достаточную для производства жидкого океана атмосферу. Учёные, которые «создали» «Аурелию», считают, что жизнь может выжить и на суше, несмотря на вспышки на местном солнце-красном карлике. Как известно по Земле, жизнь на суше возникла много позднее чем жизнь в океане — лишь около 500 млн лет назад, так что вероятность того, что нестабильность красного карлика окажет негативное влияние на развитие сухопутных организмов, невысока. Как только жизнь достигнет суши, низкое количество ультрафиолета, производимое уже спокойным красным карликом, будет означать, что жизнь может процветать без озонового слоя, и, следовательно, не должна производить кислород.
Другие учёные не согласны, что красные карлики могут поддерживать жизнь (см. гипотезу уникальной Земли). Приливный захват скорее всего приведёт к относительно низкому планетарному магнитному моменту. Активный красный карлик, который испускает корональные выбросы массы, выгнул бы назад магнитосферу планеты, пока она не достигла бы атмосферы. В результате атмосфера подверглась бы сильной эрозии, возможно, делая планету непригодной для жизни.
Однако в зависимости от массивности планеты существенная эрозия атмосферы может занять десятки миллиардов лет. Примером планеты без достаточно сильного магнитного поля, но с толстой и плотной атмосферой является Венера. Несмотря на высокую температуру поверхности Венера имеет атмосферу, состоящую из диоксида углерода. Молекулы этого газа слишком тяжелы для того, чтобы быть вынесенными из гравитационного поля планеты. Также фактором является ионосфера, создаваемая ионизацией атмосферы ультрафиолетовым излучением Солнца; в результате взаимодействия с ионосферой Венеры солнечного ветра и магнитного поля Солнца создаётся наведённое магнитное поле, являющееся неким эквивалентом магнитного поля Земли, что сводит эрозию Венерианской атмосферы к минимуму. Конечно, на Венере большая часть воды всё же была сравнительно быстро, в течение нескольких миллионов лет после перехода Венеры в её нынешнее состояния (в течение нескольких сот миллионов лет после формирования планеты), утеряна вследствие эрозии, что объясняется нахождением планеты вне зоны обитания и существованием сверхсильного «парникового эффекта», приведшего к испарению воды с поверхности планеты. В условиях когда температура планеты значительно ниже, чем на Венере, что может привести к обледенению ночной части планеты, потеря водяного пара может быть гораздо менее чувствительной. Если же гравитация планеты мощнее, чем у Венеры, то эти потери могут быть ещё менее значительными.

### Распространённость
Есть, однако, одно главное преимущество красных карликов по сравнению с другими звёздами: они существуют очень долго. Прошло 4,5 миллиарда лет, прежде чем человечество появилось на Земле, и для жизни сложились подходящие условия всего за полмиллиарда лет до этого. Красные карлики, напротив, могут жить триллионы лет, потому что в их недрах ядерные реакции протекают гораздо медленнее, чем у бо́льших звёзд, а это означает, что жизнь будет иметь больше времени, чтобы развиться и выжить. Кроме того, несмотря на то, что вероятность нахождения планеты в обитаемой зоне вокруг какого-либо конкретного красного карлика неизвестна, общий объём обитаемой зоны вокруг всех красных карликов равен общему объёму обитаемой зоны вокруг солнцеподобных звёзд, учитывая их повсеместность. Первая суперземля с массой в 3-4 раза больше Земли была обнаружена в потенциально обитаемой зоне своей звезды Глизе 581, которая является красным карликом. Хотя она захвачена приливными силами, вполне возможно, что на терминаторе может существовать жидкая вода. Учёные полагают, что возраст планеты около 7 миллиардов лет, и она имеет достаточно большую массу, чтобы удерживать атмосферу.
В конце 2011 года обработка результатов полученных на спектрографе HARPS позволила сделать выводы о частоте появления землеподобных экзопланет у красных карликов в «зоне жидкой воды». Оказалось что в среднем у 41+54
−13% красных карликов ожидается наличие в зоне обитаемости землеподобных планет с массой 1—10 М⊕. По причине широкой распространённости красных карликов, в Млечном Пути их насчитывается около 160 миллиардов, количество таких планет в нашей галактике оценивается в несколько десятков миллиардов. В близости Солнца, на расстоянии ближе 10 пк (~32,6 св. г.), предполагается наличие около ста суперземель, с расположением в зоне жидкой воды.

## Планеты около красных карликов в фантастике
В научно-фантастическом романе «Создатель звёзд» Олафа Стэплдона одна из многих инопланетных цивилизаций в нашей галактике, которую он описывает, находится в районе терминатора планеты, захваченной приливными силами красного карлика. Эта планета населена интеллектуальными растениями, которые выглядят как морковь с руками, ногами и головой и которые спят часть времени в почве на земельных участках, поглощая свет путём фотосинтеза, и бодрствуют остальное время, выходя из своих участков и участвуют во всех сложных видах деятельности современной промышленной цивилизации. Стэплдон также описывает, как развивалась жизнь на этой планете.
Действие романа Вернора Винджа «Глубина в небе» происходит на планете, вращающейся вокруг периодически меняющего свою яркость красного карлика. Так что периодически с падением яркости красного карлика вся планета промерзает с впадением всего живого в зимнюю спячку, а при увеличении яркости наступают «весна» и «лето».
В романе Айзека Азимова «Немезида» рассказывается о зарождении разумной жизни на Эритро — спутнике коричневого карлика Мегаса, который, в свою очередь, обращается вокруг красного карлика Немезиды.
В романе Хола Клемента «Огненный цикл» действие происходит на планете красного карлика, который, в свою очередь, по эксцентричной орбите вращается вокруг более горячей голубой звезды. Когда красный карлик далеко от главного компонента системы, условия на планете подобны земным, только год составляет несколько меньше месяца. Во время сближения звёзд жизнь на планете замещается высокотемпературной формой, использующей в качестве зрения ультразвуковую эхолокацию. Несмотря на разницу в физиологии и метаболизме, обе формы жизни являются носителями «спор» другого варианта.
Рассказ «Sad Kapteyn» в жанре научной фантастики, написанный англоязычным писателем-фантастом Аластером Рейнольдсом, целиком посвящён экзопланете Каптейн b. Основной целью произведения является поддержка и иллюстрация ключевых элементов отчёта об открытии экзопланеты. История описывает прибытие в систему красного карлика VZ Живописца межзвёздного робота-исследователя. Приступив к исследованию экзопланеты робот обнаруживает, что некогда её населяла цивилизация, намного превосходящая земную по уровню развития. Робот замечает, что экзопланета испещрена ударными кратерами, размером с земные континенты. Отсутствует атмосфера. Вероятно, произошла катастрофа планетарного масштаба, и обитатели были вынуждены покинуть систему звезды Каптейна.